# Chenguantun
Chenguantun (kinesiska: 陈官屯, 陈官屯镇) är en köping i Kina. Den ligger i storstadsområdet Tianjin, i den norra delen av landet, omkring 42 kilometer sydväst om stadens centrum. Antalet invånare är 29 237. Befolkningen består av 14 365 kvinnor och 14 872 män. Barn under 15 år utgör 18,0 %, vuxna 15-64 år 71 %, och äldre över 65 år 9,0 %.